# (473138) 2015 KR3
(473138) 2015 KR3 es un asteroide perteneciente al cinturón de asteroides, descubierto el 10 de octubre de 2008 por el equipo del Mount Lemmon Survey desde el Observatorio del Monte Lemmon, Arizona, Estados Unidos.

## Designación y nombre
Designado provisionalmente como 2015 KR3.

## Características orbitales
2015 KR3 está situado a una distancia media del Sol de 2,600 ua, pudiendo alejarse hasta 2,832 ua y acercarse hasta 2,367 ua. Su excentricidad es 0,089 y la inclinación orbital 12,82 grados. Emplea 1531 días en completar una órbita alrededor del Sol.

## Características físicas
La magnitud absoluta de 2015 KR3 es 16,7.